# Mesostigma
Mesostigma é um gênero de algas verdes com uma única espécie de água doce, é um dos grupos basais para a maioria das algas verdes.
A relação exata da Mesostigma não está clara, no entanto, as perguntas em aberto tem incluído se é uma irmã de todas as algas verdes de outros grupos ou se é um dos membros mais basais da Streptophyta,  e se as outras algas estão relacionadas com ela. Alguns autores tem proposto que a Mesostigma está mais próxima da Chaetosphaeridiu, porém estudos mais recentes concordam que a Mesostigma esta mais intimamente relacionada com o Chlorokybus.